# Judo-Juniorenweltmeisterschaften 2017
Die Judo-Juniorenweltmeisterschaften 2017 wurden vom 18. bis 22. Oktober 2017 in Zagreb, Kroatien, abgehalten. Es nahmen 590 Judoka aus 83 Nationen teil. Erstmals fand ein Mixed-Team Wettkampf am Ende der Meisterschaften statt.

## Ergebnisse

### Frauen
| Gewichtsklasse     | Gold                 | Silber                      | Bronze                |
| ------------------ | -------------------- | --------------------------- | --------------------- |
| - 44 kg            | Nina Kuboi           | Abiba Abuschakynowa         | Lois Petit            |
| - 44 kg            | Nina Kuboi           | Abiba Abuschakynowa         | Kristina Bulgakova    |
| - 48 kg            | Amber Gersjes        | Laura Martínez              | Marusa Stangar        |
| - 48 kg            | Amber Gersjes        | Laura Martínez              | Melissa Hurtado Munoz |
| - 52 kg            | Uta Abe              | Chishima Maeda              | Nazakat Azizova       |
| - 52 kg            | Uta Abe              | Chishima Maeda              | Cleonia Riciu         |
| - 57 kg            | Haruka Funakubo      | Lchagwatogoogiin Enchriilen | Mina Libeer           |
| - 57 kg            | Haruka Funakubo      | Lchagwatogoogiin Enchriilen | Kim Ji-su             |
| - 63 kg            | Honoka Araki         | Sanne Vermeer               | Clemence Eme          |
| - 63 kg            | Honoka Araki         | Sanne Vermeer               | Lubjana Piovesana     |
| - 70 kg            | Giovanna Scoccimarro | Aleksandra Samardžić        | Michaela Polleres     |
| - 70 kg            | Giovanna Scoccimarro | Aleksandra Samardžić        | Gabriella Willems     |
| - 78 kg            | Shiyu Umezu          | Teresa Zenker               | Marina Bukreeva       |
| - 78 kg            | Shiyu Umezu          | Teresa Zenker               | Patricia Sampaio      |
| + 78 kg            | Akira Sone           | Hikaru Kodama               | Elianis Aguilar       |
| + 78 kg            | Akira Sone           | Hikaru Kodama               | Beatriz Souza         |
| Quelle: Judoinside |                      |                             |                       |

### Männer
| Gewichtsklasse     | Gold                  | Silber            | Bronze                |
| ------------------ | --------------------- | ----------------- | --------------------- |
| - 55 kg            | Dschaba Papinaschwili | Natig Gurbanli    | Bauyrzhan Narbayev    |
| - 55 kg            | Dschaba Papinaschwili | Natig Gurbanli    | Unubold Lkhagvajamts  |
| - 60 kg            | Taigo Sugimoto        | Karamat Huseynov  | Amarbold Jagvaraldorj |
| - 60 kg            | Taigo Sugimoto        | Karamat Huseynov  | Genki Koga            |
| - 66 kg            | Daniel Cargnin        | Artyom Shturbabin | Somon Mahmadbekow     |
| - 66 kg            | Daniel Cargnin        | Artyom Shturbabin | Bagrat Niniaschwili   |
| - 73 kg            | Hidayet Heydarov      | Bilal Ciloglu     | Didar Khamza          |
| - 73 kg            | Hidayet Heydarov      | Bilal Ciloglu     | Tato Grigalashvili    |
| - 81 kg            | Matthias Casse        | Turpal Tepkaev    | Christian Parlati     |
| - 81 kg            | Matthias Casse        | Turpal Tepkaev    | Tim Gramkow           |
| - 90 kg            | Goki Tajima           | Robert Florentino | Eduard Trippel        |
| - 90 kg            | Goki Tajima           | Robert Florentino | Koshi Nagai           |
| - 100 kg           | Zelym Kotsoiev        | Arman Adamian     | Takaya Yamaguchi      |
| - 100 kg           | Zelym Kotsoiev        | Arman Adamian     | Temur Rahimow         |
| + 100 kg           | Inal Tassojew         | Stephan Hegyi     | Daigo Kagawa          |
| + 100 kg           | Inal Tassojew         | Stephan Hegyi     | Enej Marinic          |
| Quelle: Judoinside |                       |                   |                       |

### Mannschaftswettkampf (Mixed)
Erstmals wurde ein Mannschaftswettkampf in Geschlechter gemischten Mannschaften ausgetragen. 18 Mannschaften traten an.
| Platz       | Mannschaft  |
| ----------- | ----------- |
| 1.          | Japan       |
| 2.          | Niederlande |
| 3.          | Deutschland |
| 3.          | Russland    |
| 5.          | Kasachstan  |
| 5.          | Usbekistan  |
| Quelle: EJU |             |